# اپسیلون زن برزنجیر
اپسیلون زن برزنجیر یک ستاره است که در صورت فلکی آندرومدا قرار دارد.